# 110 Девы
110 Девы (лат. 110 Virginis), HD 133165 — двойная звезда в созвездии Девы на расстоянии приблизительно 195 световых лет (около 59,7 парсек) от Солнца. Визуальная звёздная величина звезды — +4,4m. Возраст звезды определён как около 3,33 млрд лет.

## Характеристики
Первый компонент — оранжевая звезда спектрального класса K0+IIIbFe-0,5, или K0III, или K0IV, или K0, или K0,5IIIbFe-0,5, или K0,5IIIb. Масса — около 2,79 солнечной, радиус — около 11,707 солнечного, светимость — около 76,532 солнечной. Эффективная температура — около 4671 K.
Второй компонент — коричневый карлик. Масса — около 17,14 юпитерианской. Удалён в среднем на 2,105 а.е..